# Večelkov
Večelkov (maďarsky Vecseklő) je obec na Slovensku, v okrese Rimavská Sobota v Banskobystrickém kraji.
Žije zde 231 obyvatel. V roce 2001 se 96 % obyvatel hlásilo k maďarské národnosti.. Území obce sousedí s Maďarskem.
První písemná zmínka o Večelkově pochází z roku 1548. Na území obce se nachází studna svaté Marie, která je poutním místem.